# Makroobjektiv

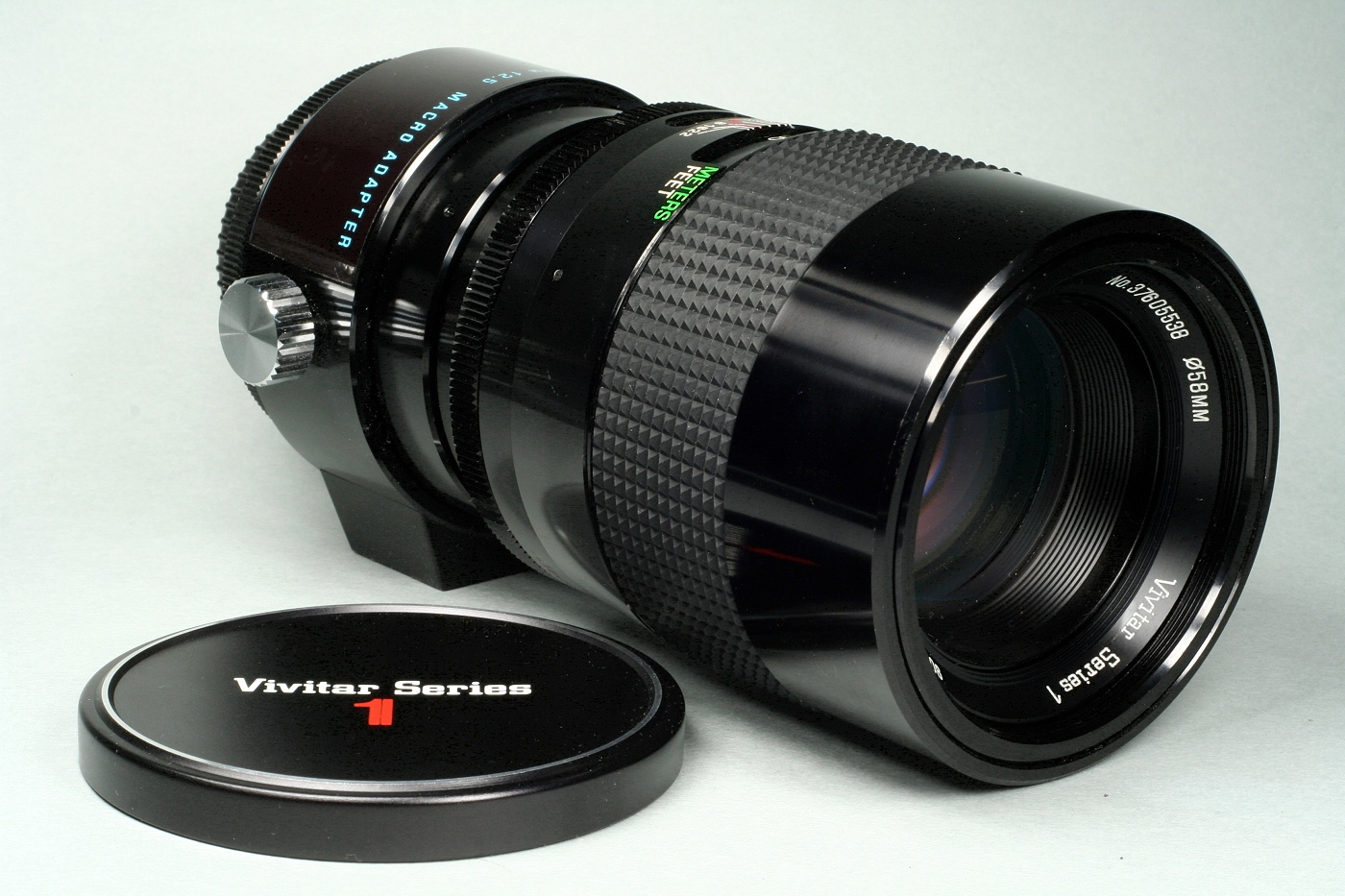
Klassisches Makroobjektiv montiert mit systemeigenem Zwischenring für die Abbildungsmaßstäbe zwischen 1:2 und 1:1

Als Makroobjektiv bezeichnet man ein spezielles Wechselobjektiv, das es ermöglicht, einen großen Abbildungsmaßstab zu erzielen – wie beispielsweise 1:2 (Abbildung auf dem Film bzw. dem Sensor ist halb so groß wie das Objekt selbst) oder 1:1 (Objekt wird in Originalgröße auf dem Film/Sensor abgebildet). Man spricht dann von Makrofotografie.
Makroobjektive unterscheiden sich auch in der optischen Konstruktion und den Abbildungseigenschaften von üblichen Objektiven ähnlicher Brennweite. Bei der Konstruktion wird in der Regel auf eine besonders geringe Bildfeldwölbung, auf gleichmäßige Schärfe über das gesamte Bildfeld hinweg und auf geringe Verzeichnung geachtet.
Ältere Konstruktionen von Makroobjektiven verwenden eine spezielle mechanische Fassung, die ähnlich wie ein Balgengerät eine stufenlose Auszugsverlängerung erlaubt. Moderne Modelle und insbesondere Zoomobjektive mit Makrofunktion, wie sie auch in vielen digitalen Kompaktkameras verbaut werden, arbeiten meist nach dem Prinzip der Innenfokussierung. Hierbei ändert sich der mechanische Auszug und damit die Baulänge nur wenig, allerdings bleibt die Brennweite beim Scharfstellen nicht konstant.
Übliche Kameraobjektive erzielen maximale Abbildungsmaßstäbe im Bereich von 1:7 bis 1:9, unabhängig davon, ob es sich um eine Festbrennweite oder ein Zoomobjektiv handelt. Häufig werden auch Objektive, die einen Abbildungsmaßstab von etwa 1:4 erreichen, als makrofähig bezeichnet.
Der größere Abbildungsmaßstab wird durch eine stark vergrößerte Auszugsverlängerung, durch Veränderung der Brennweite, durch die Verschiebung innerer Linsenglieder oder durch eine Kombination dieser beiden Maßnahmen erreicht.

## Typische Eigenschaften

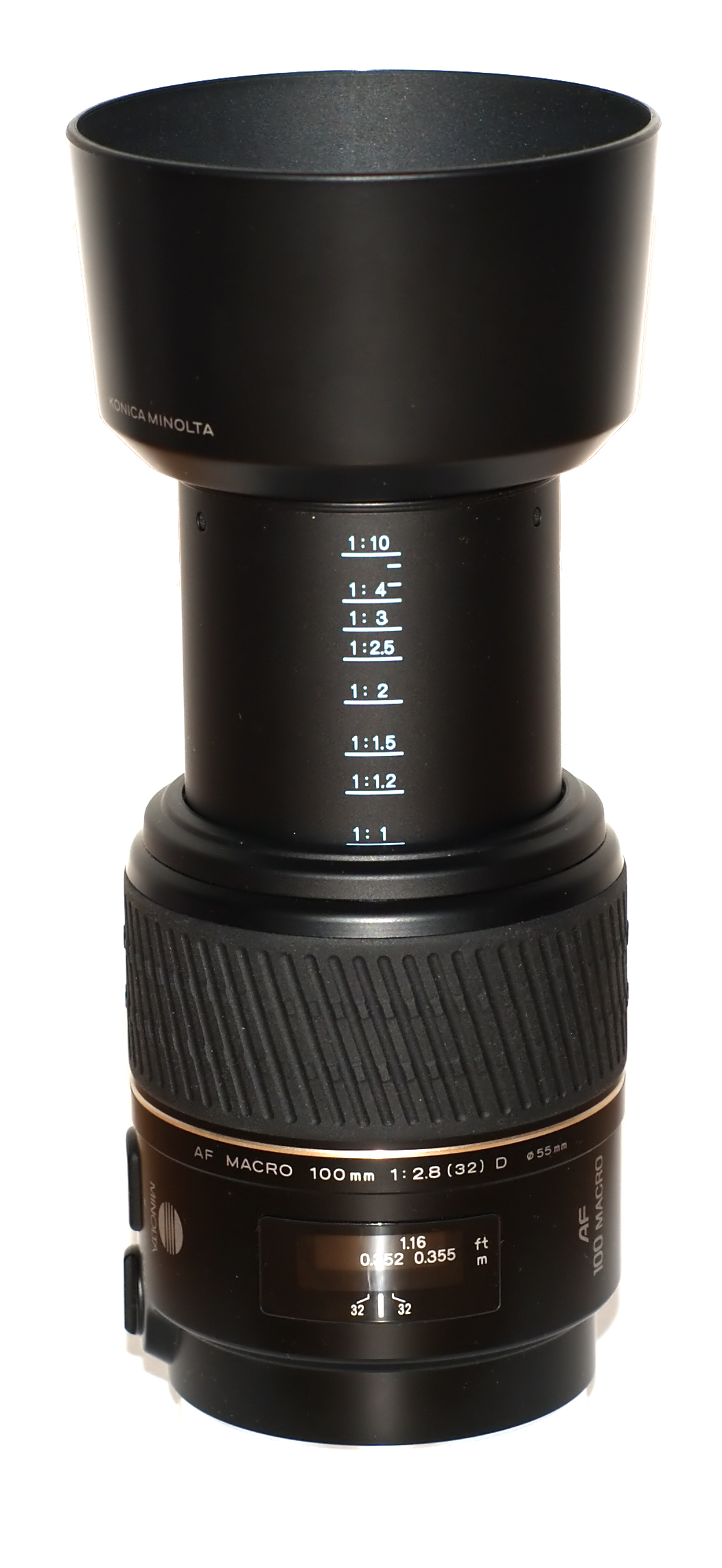
Markierungen für den Abbildungsmaßstab

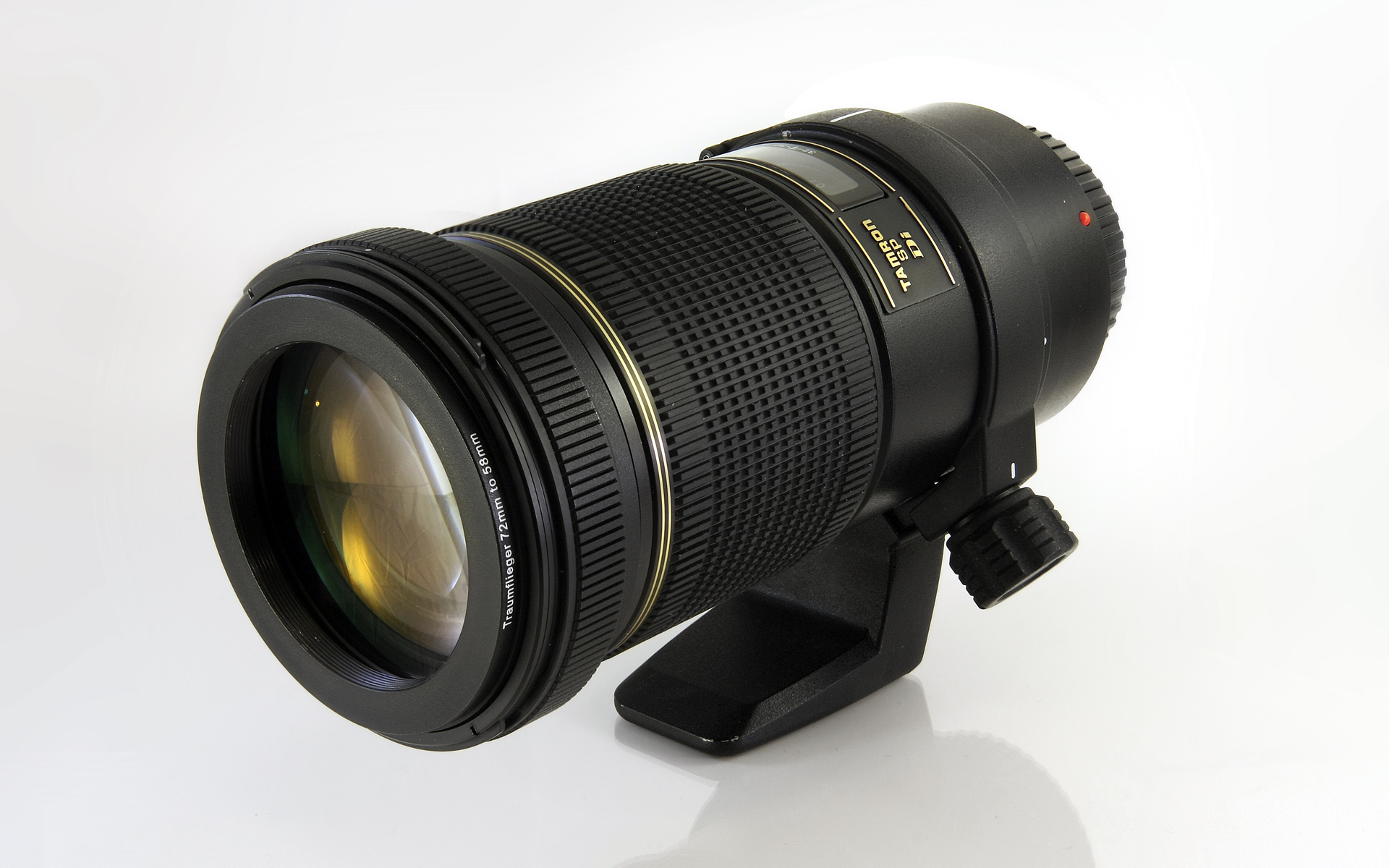
Makroobjektiv 180 mm mit Stativschelle

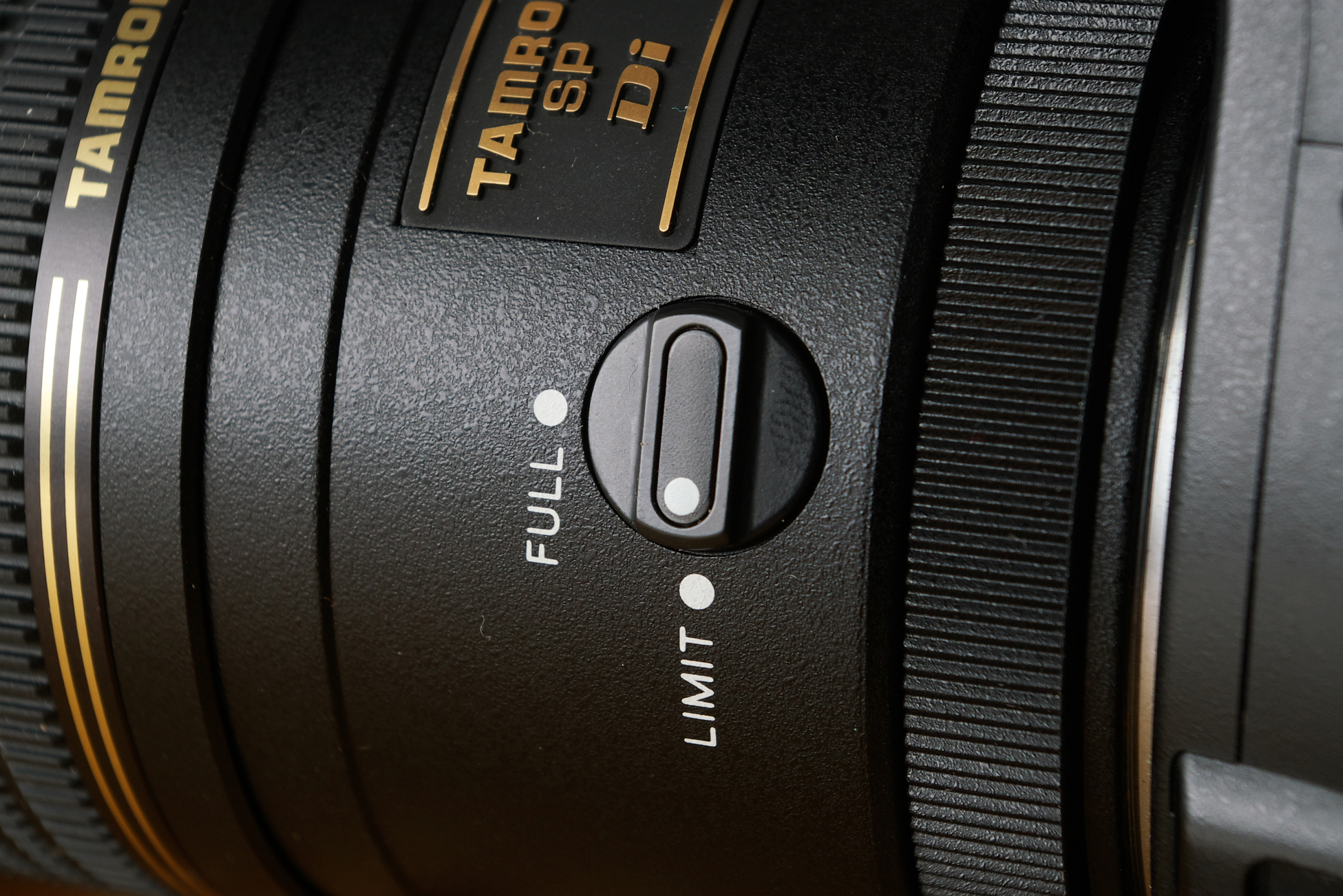
Begrenzungsschalter für den Autofokus

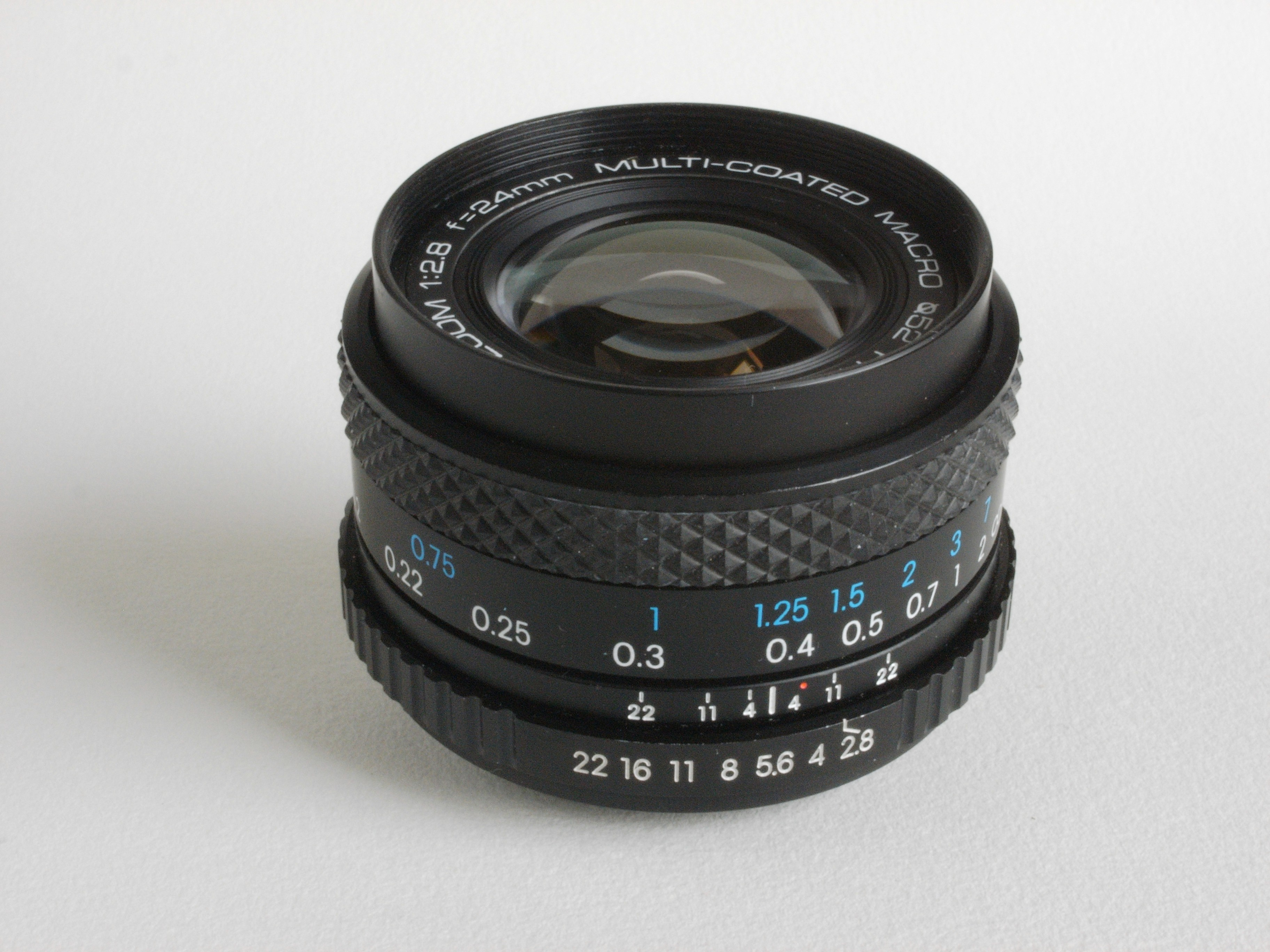
Makroobjektiv mit 24 mm Brennweite

Normale Fotoobjektive sind für die Abbildung weit entfernter Objekte optimiert. Die Abbildungsleistung sinkt bei geringen Aufnahmeentfernungen in der Regel deutlich, vor allem die bildfeldabhängigen Fehler (Astigmatismus, Verzeichnung, Bildfeldwölbung) nehmen zu, was unter anderem zu starker Randunschärfe führt. Dies begrenzt den minimalen Objektabstand, will man ein brauchbares Ergebnis erhalten. Ein echtes Makroobjektiv zeichnet sich dadurch aus, dass es für beste Abbildungsleistung bei geringen Objektabständen konstruiert wurde.
Ein Makroobjektiv hat meist eine kleinere Anfangsöffnung (also höhere Blendenzahl) als ein Normalobjektiv. Dies reduziert die Bildfehler und erhöht die Schärfentiefe, die reziprok mit der Objektentfernung abnimmt.
Die meisten Hersteller bieten für Kleinbildkameras oder digitale Spiegelreflexkameras universelle Makroobjektive mit 40 bis 100 mm Brennweite an, vereinzelt auch mit kleinerer Brennweite. Für einen größeren Aufnahmeabstand zwischen Objekt und Objektiv gibt es noch Makroobjektive mit 180 oder 200 mm Brennweite. Der maximal erreichbare Abbildungsmaßstab dieser Objektive beträgt meist 1:2 oder 1:1, wobei manche Konstruktionen den Bereich zwischen 1:2 und 1:1 mit Hilfe einer zusätzlichen Nahlinse oder eines Zwischenrings abdecken.
Diese Objektive sind in der Regel, was die Bildqualität angeht, auch gut für Aufnahmen mit üblichen Aufnahmeabständen geeignet. Gegenüber Standardobjektiven gleicher Brennweite bestehen jedoch einige Einschränkungen:
- Die maximale Lichtstärke ist meist geringer.
- Wegen der aufwendigeren Fassung sind Größe und Gewicht meist höher.
- Der Autofokus arbeitet wegen des erheblich größeren Verstellbereichs deutlich langsamer. Manche Modelle bieten daher eine Möglichkeit, den Einstellbereich zu begrenzen,
- Sowohl mit Autofokus als auch bei manueller Einstellung kann es wegen der steilen Verstellkurve bei größeren Aufnahmeentfernungen im Vergleich häufiger zu Fehlfokussierungen kommen.

## Besondere Makroobjektive

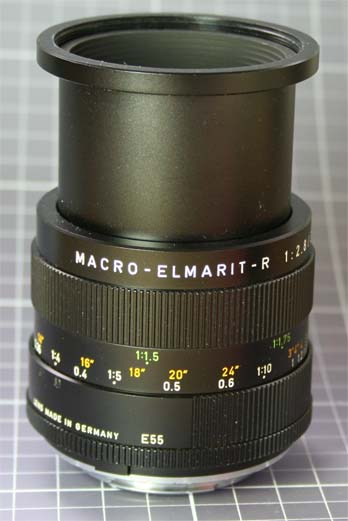
Typisches Makroobjektiv

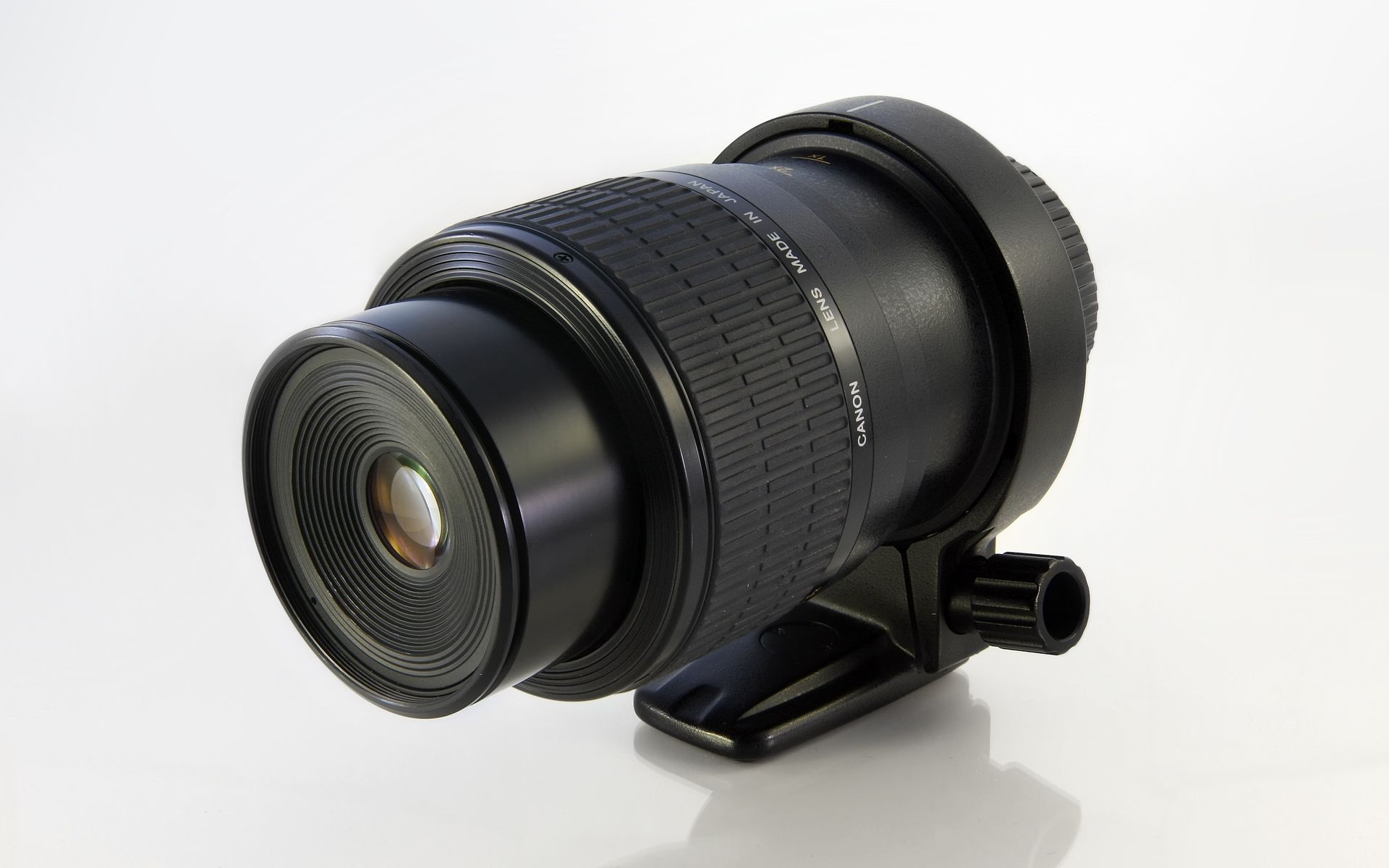
Lupenobjektiv mit bis zu fünffacher Vergrößerung

Eines der ersten Makroobjektive war in den 1950er Jahren das Opton Proxar von Zeiss-Oberkochen (Brennweite 32 mm) mit einem Abbildungsmaßstab bis etwa 1:1.
Venus Optics bietet ein Objektiv mit einem maximalen Vergrößerungsfaktor von 2:1 an, das Laowa 60 mm f/2,8 Ultra Macro. Es ist für diverse Vollformat-Bajonettanschlüsse erhältlich.
Ein Anfang der 1990er vorgestelltes Spezialobjektiv von  Minolta, das Minolta AF Macro Zoom 3×–1× (1:1,7–1:2,8), erreicht den Abbildungsmaßstab 3:1.
Lupenobjektive wie das Canon MP-E 2,8/65 (Maßstab 1:1–5:1), das Laowa 25 mm f/2,8 Ultra Macro (Venus Optics, Maßstab 2,5:1–5:1) und das Mitakon 20mm f/2 (Zhongyi Optics, Maßstab 4:1–4,5:1) bieten noch höhere maximale Abbildungsmaßstäbe. Sie lassen sich nicht auf größere Entfernungen oder unendlich fokussieren, sondern sind ausschließlich in der Makrofotografie einsetzbar.
Das Makroobjektiv mit dem derzeit größten Bildwinkel ist das Laowa 15 mm f/4 Wide Angle Macro von Venus Optics. Aufgrund der kleinen Brennweite ist die Schärfentiefe relativ groß bzw. die Unschärfe außerhalb des scharfen Bereiches relativ klein. Objekte können deshalb gut zusammen mit ihrer Umgebung abgebildet werden, was mit üblichen Makroobjektiven kaum möglich ist. Nachteil der kurzen Brennweite ist ein relativ geringer Arbeitsabstand.

## Alternativen

### Nahlinsen
Die heute bei vielen Zoom-Objektiven angebotene Makroeinstellmöglichkeit ist meist ein unzulänglicher Kompromiss. Eine gleichzeitige Korrektur der Bildfehler für mehrere Brennweiten und verschiedene Objektabstände ist schwer zu erreichen, wodurch die Makroabbildungsschärfe eines Zoomobjektivs in der Praxis erheblich unter dem optischen Potential eines Festbrennweitenmakroobjektivs liegt.

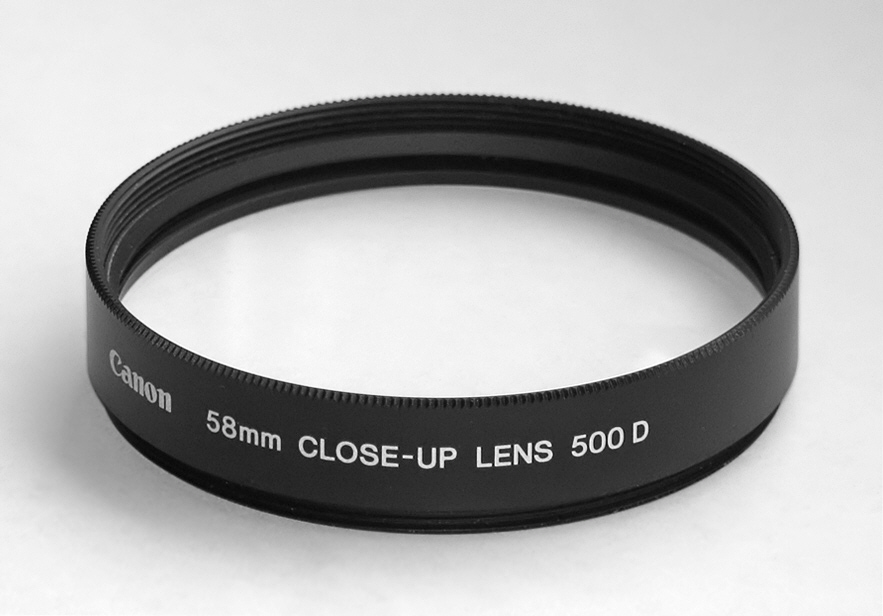
Nahlinse

Statt eines kostspieligen Makroobjektivs kann man auch eine Nahlinse verwenden. Die Abbildungsqualität hängt im Wesentlichen von der Qualität der Nahlinse ab. Eine achromatisch korrigierte Nahlinse erlaubt sehr hohe Bildqualitäten.

### Abstandsvergrößerung
Eine weitere Möglichkeit besteht darin, den Abstand des Objektivs von der Bildebene durch ein Balgengerät oder Zwischenringe zu erhöhen. Die Abbildungsqualität hängt im Wesentlichen vom Verhalten des Objektivs auf die stark verlagerte Fokusebene ab. Gausstypen reagieren meist relativ gutmütig, Zoomobjektive und ausgeprägte Retrofokusobjektive reagieren meist mit stark nachlassender Bildqualität bis hin zum völligen Fehlen einer Fokusebene. Der Strahlengang ist dann weit außerhalb des optimierten Strahldurchganges durch das Objektiv. Die hohe Auszugsverlängerung lässt die Bildfehler eines nicht für den Nahbereich konstruierten Objektivs stark hervortreten.
Nachteil von Nahlinsen und Zwischenringen ist, dass der Einstellbereich nicht stufenlos ist. Man benötigt für unterschiedliche Vergrößerungen demnach einen Satz Nahlinsen unterschiedlicher Brechkraft bzw. einen Satz Zwischenringe unterschiedlicher Länge.

### Retrostellung
Bei einem Abbildungsmaßstab größer als 1:1 sollte das Objektiv in der so genannten Retrostellung eingesetzt werden. Man invertiert dadurch den Strahlengang und vermeidet eine weitere Entfernung vom Standardstrahlengang. Hierzu wird ein Umkehrring benötigt, um das Objektiv mit dem Filtergewinde an der Kamera bzw. den Zwischenringen oder dem Balgengerät zu befestigen. Dieser Umkehrring beraubt das Objektiv vollständig aller Automatikfunktionen, insbesondere der Autofokusfunktion und der Regelung der Springblende. Bei Objektiven mit manueller Blendensteuerung kann die Blende von Hand gezielt eingestellt werden. Objektive mit elektronischer Blendensteuerung erlauben in der Retrostellung keine manuelle Einstellung der Blende. Hier kann vor dem Abnehmen des Objektives vom Kameragehäuse eine feste Blende ggfs. elektronisch voreingestellt werden. Für einige Systeme sind Umkehrringe erhältlich, welche die Springblendenfunktion über einen speziellen Adapter ermöglichen.

### Vergrößerungsobjektive
Objektive von Vergrößerungsgeräten sind über spezielle Adapter in der Makrofotografie einsetzbar.

### Mikroskopobjektive
Mikroskopobjektive können über Adapter mit einem Kameragehäuse gekoppelt werden und so als Lupenobjektive verwendet werden.

## Schärfentiefe

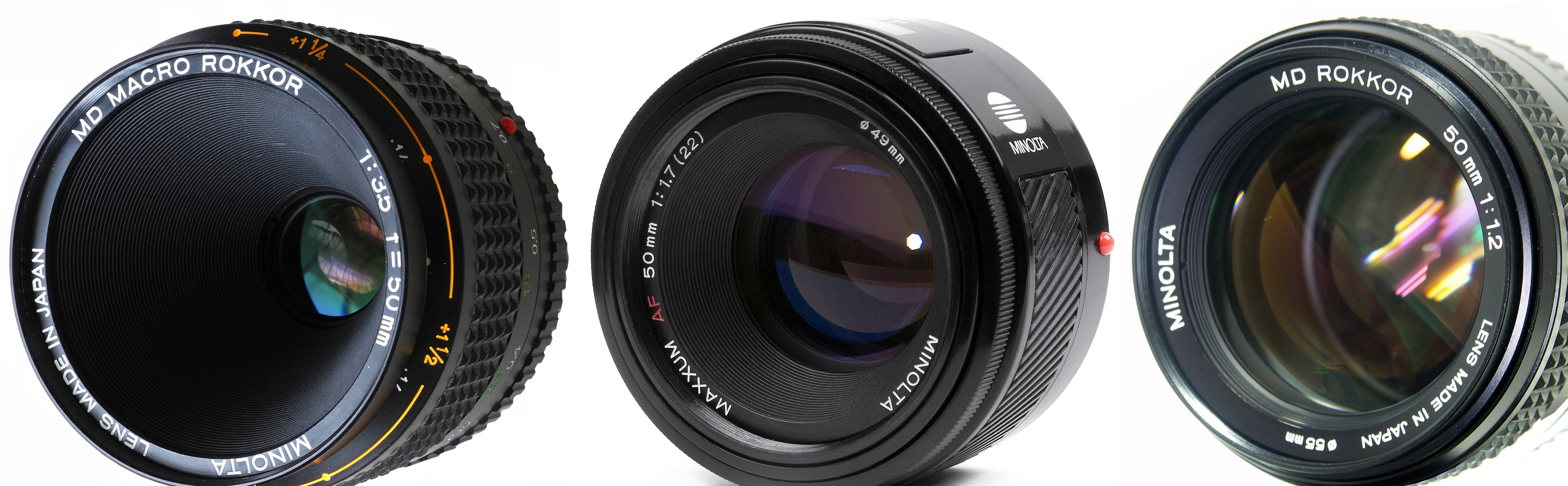
Drei Objektive mit 50 mm Brennweite von Minolta, wobei das linke für den Makrobereich konstruierte Objektiv wegen der Priorisierung der Schärfentiefe nur eine Lichtstärke von 3.5 aufweist, im Vergleich mittig ein Standardobjektiv mit Lichtstärke 1.7, rechts ein extra lichtstarkes Objektiv mit 1.2.

Die im Makro- und Mikrobereich geringe Schärfentiefe legt zunächst ein starkes Abblenden nahe, um eine möglichst große Schärfentiefe zu erzeugen. Auf der anderen Seite tritt je nach Abbildungsmaßstab ab einer gewissen Blendenstufe störende Beugungsunschärfe auf, so dass je nach Anwendungsfall ein Kompromiss gefunden werden muss (vgl. förderliche Blende, kritische Blende). Durchgängige Schärfentiefe lässt sich über die Technik des Focus stacking erzeugen.

## Verlängerungsfaktor
Die Lichtmenge von fotografischen Objektiven ist grundsätzlich auf unendliche Entfernungseinstellung gerechnet. Mit zunehmendem Abbildungsmaßstab trifft bei gegebener Blendeneinstellung weniger Licht auf dem Sensor bzw. Film ein. Dieser Effekt ist für die normale Fotografie praktisch nicht relevant, macht sich aber in der Makrofotografie teils sehr stark bemerkbar. Der Effekt ist physikalisch bedingt und unabhängig von der Bauart des Objektivs. Die effektive Blende entspricht dann nicht mehr der Angabe auf dem Blendenring. Mit dem Verlängerungsfaktor lässt sich die effektive Blende berechnen.
Der Verlängerungsfaktor ist vom Abbildungsmaßstab abhängig und kann einfach berechnet werden. Bei einem Abbildungsmaßstab von 1:1 beträgt er 4 (vierfache Belichtungszeit entsprechend zwei Blendenstufen), bei 5:1 bereits 36 (36-fache Belichtungszeit entsprechend 5,2 Blendenstufen).

## Trivia
Im Unterschied zu anderen Anbietern bezeichnet die Firma Nikon ihre Makroobjektive als „Micro Nikkor“.